# Fontenay (Eure)
Fontenay è un ex comune francese di 329 abitanti situato nel dipartimento dell'Eure nella regione della Normandia. 1º gennaio 2016 è stato accorpato con altri 13 comuni per formare il nuovo comune di Vexin-sur-Epte.

## Società

### Evoluzione demografica
Abitanti censiti